# Пинкни, Клемента Карлос
Клеме́нта Ка́рлос «Клем» Пи́нкни (англ. Clementa Carlos «Clem» Pinckney; 30 июля 1973 — 17 июня 2015) — американский политик и пастор, член Сената Южной Каролины от Демократической партии США с 2000 по 2015 год, член Палаты представителей Южной Каролины в 1997—2000 годах.
Пинкни был старшим пастором Африканской методистской епископальной церкви матери Эммануэль.  17 июня 2015 Пинкни был убит в массовой стрельбе во время вечернего изучения Библии в своей церкви. Похоронен на кладбище святого Иакова в Мэрионе.

## Ранняя жизнь и образование
Пинкни родился 30 июля 1973 года в Бьюфорте.  Сын Топии Айкенс (урождённая Брумс; 1945-2005), детского воспитателя, и Джона Пинкни. 
Он начал проповедовать в церкви с 13 лет и к 18 годам был назначен пастором.
Он окончил со степенью бакалавра Университет Аллена в 1995 году и продолжил учёбу для получения в 1999 году степени магистра государственного администрирования в Университете Южной Каролины. Он тогда получил магистра богословия Лютеранской духовной семинарии южан. Также учился Пинкни в Духовной семинарии Уэсли на доктора духовенства.

## Карьера
Пинкни проповедовал в Бьюфорте, Чарльстоне и Колумбии. В 2010 году он стал пастором Африканской Методистской Епископальной Церкви матери Эммануэль в Чарльстоне.
Пинкни был в числе нескольких пасторов Южной Каролины, проводивших митинги после расстрела Уолтером Скоттом в 2015 году и приведшие к непродолжительным потасовкам.
Пинкни был впервые избран в Генеральную Ассамблею Южной Каролины в 1996 году в возрасте 23 лет, став самым молодым афроамериканским законодателем штата. Он служил в Палате представителей до избрания в Сенат в 2000 году.
В качестве сенатора штата Пинкни лоббировал требования к полиции и другим правоохранительным структурам о ношении телекамер после того, как безоружный афроамериканец Уолтер Скотт был убит полицейским восемью выстрелами в спину в Северном Чарлстоне.

## Личная жизнь
В 1999 году Пинкни женился на Дженнифер Бенджамин в городе Огаста, с которой он встречался во время обучения в университете Аллена, а она была в университете Южной Каролины. Пара жила в городе Риджленд и у них родились две дочери: Элиану и Малану. Пинкни был членом исторического чёрного братства Альфа Фи Альфа.

## Смерть
Пинкни провёл первую половину последнего дня своей жизни, 17 июня 2015 года, участвуя в кампании демократического кандидата в президенты США Хиллари Клинтон в Чарльстоне. В тот вечер он вёл изучение Библии и молитв на сессии Африканской методистской епископальной церкви матери Эммануэль. Стрелок, опознанный как Диланн Руф, открыл огонь по прихожанам, убив Пинкни и ещё восемь человек. В то время как ФБР начало расследование массового расстрела и отнесло его к преступлению на почве ненависти, многие другие считали это нападение актом терроризма на расовой почве и критикуют правоохранительные органы и СМИ за то, что те не относят её к таковым.